# هنتر سميث
هنتر سميث (بالإنجليزية: Hunter Smith)‏ (و. 1977  م) هو لاعب كرة قدم أمريكية، من الولايات المتحدة، ولد في شيرمان، يلعب كراكل ‏.

## التعليم
تعلم في Sherman High School (Texas) ‏.

## روابط خارجية
- هنتر سميث على موقع مرجع كرة القدم المحترفة.كوم (الإنجليزية)